# Budapesti Atlétikai Klub
El Budapesti Atlétikai Klub és un club de futbol hongarès de la ciutat de Budapest.

## Història
El Budapesti AK va ser fundat el 31 de març de 1900. Debutà a la lliga hongaresa la temporada 1906-07, acabant setè. Fou finalista de la copa hongaresa la temporada 1912-13.
Evolució del nom:
- 1900-1910: Budapesti Athletikai Klub
- 1910: fusió amb Csepeli Athletikai Club
- 1910-1911: Budapest-Csepeli Athletikai Klub
- 1911-1926: Budapesti Atlétikai Klub
- 1920: fusió amb Nemzeti Torna Club
- 1926-1928: Budapesti Atlétikai Klub FC
- 1928 -: Budapesti Atlétikai Klub Testgyakorlók Köre

## Palmarès
- Copa d'Hongria: 
  - Finalista: 1912-13